# Боротьба патриціїв та плебеїв
У середині VI ст. до н. е. шостий римський цар Сервій Туллій затверджує перші в історії давнього Риму закони, внаслідок яких все населення Риму було поділено на стани за майновим принципом. Внаслідок цього розпочинається поступове формування заможного стану громадян, патриціїв, та бідних, плебеїв. У 510 році до н. е. було повалено владу останнього римського царя Тарквінія Гордого, внаслідок чого в Римі утверджується республіканська форма правління. За своєю спрямованістю Римська республіка була патриціанською. Це не могло не призвести до напруженості між станами.  В цілому, період боротьби патриціїв та плебеїв займає період від реформ Сервія Тулія до 287 р. до н. е. (закон Гортензія).

## Причини та етапи боротьби патриціїв та плебеїв
Від 510 року до н. е. стан відносин патриціїв та плебеїв, то погіршувався, то поступово поліпшувався. Основними причинами, що спонукали плебеїв боротися проти панування патриціїв у Римі, є: 
- нерівність політичних прав плебеїв та патриціїв;
- нерозв’язаність рішення про боргову кабалу, а саме боргова залежність плебеїв;
- нерівномірний розподіл державних земель(невирішеність аграрного питання, відсутність доступу плебеїв до общинно-державної землі).

До сьогодні вчені ведуть дискусії про важливість кожного з вищезгаданих факторів. Якщо стосовно першої зі вказаних причин боротьби вчені здебільшого сходяться у своїх думках та наголошують на важливості цього фактора безпосередньо із самого початку існування республіки, то стосовно інших двох причин немає єдиного бачення. Існує думка, що на ранніх етапах республіки не була такою гострою проблема заборгованості плебеїв перед вищими станами населення. На дане твердження існує контраргумент, що підтверджує важливість цього пункту. В  Законах Дванадцяти таблиць чітко відображено даний аспект, з чого можемо зробити висновок, що проблеми з заборгованістю вже існували в давнину, адже перші писемні закони включали в себе норми, що часто траплялися у повсякденному житті. Саме ці три причини сформували подальші події у відносинах між станами римського суспільства. Умовно сучасні вчені поділяють боротьбу між патриціями та плебеями на три етапи:
| Хронологія                                | Основні події                                                                                  |
| ----------------------------------------- | ---------------------------------------------------------------------------------------------- |
| Середина VI ст. до н. е. – 494 р.до н. е. | Від реформ Сервія Туллія до І сецесії плебеїв та утвердження нових плебейських посад           |
| 494 - 444 рр. до н. е.                    | Від появи посади народного трибуна та едилів до прийняття законів 12 таблиць та закону Канулея |
| 385 – 287 рр. до н. е.                    | Від руху Манлія до плебісциту Гортензія                                                        |

## Перший етап боротьби (до 494 р. до н. е.)
З кожним роком суспільна боротьба між патриціями та плебеями зростала, внаслідок чого вона досягла своєї пікової точки у 494 році до н. е. Відбулась так звана Перша сецесія плебеїв з Риму. Сецесією називається явище, коли римський народ покинув територію міста та перейшов до іншого, як акція протесту проти влади. Сецесію народ здійснював виключно у крайніх випадках. Одним з таких став 494 рік до н. е.Приводом до даного процесу стала зовнішньополітична ситуація. Рим вів війни з вольсками, сабінами та еквами. Влада пообіцяла піти на поступки плебеям заради боротьби проти ворога, проте не виконала дану обіцянку. Внаслідок цього римське населення покинуло межі Риму та оселилось на Священній горі поза р. Аніо, що розташовувалась в 5 км від давнього Риму. У зв’язку з цим патриції все ж пішли на поступки, внаслідок чого з’являються посади народного трибуна та народного едила. Досі не з’ясовані всі обставини, внаслідок яких з’являються дані посади. Існує версія, що посади з’явились або у 494 році, одразу після сецесії, проте за Діодором, посади могли з’явитись у 471 році до н. е. Через брак інформації досі не зрозумілі всі функції цих осіб, що на пізніших етапах стали ключовими посадами в республіканському Римі. Проте достеменно ми знаємо, що народний трибун – це особа, що обиралась на зібраннях народу за трибами та виконувала роль захисника плебея від свавілля патриція. Поступово повноваженнях цих осіб розширювались. Едилом називають людей, що завідували храмами Церери, Лібери та Лібера, головних богів землеробства у плебеїв. Стосовно кількості даних посад, то народними едилами протягом всієї епохи Риму ставали 2 особи, а народних трибунів на перших етапах було двоє, проте далі їх кількість збільшилась до 10 осіб.
В цілому, внаслідок Першої сецесії плебеїв з Риму, вони отримали 2 посади в республіці, що могли захистити їх права від патриціїв. І етап класової боротьби в цілому закінчився успішно, проте це був лише початок довгих усобиць.

## Другий етап боротьби. Загострення суспільно-політичної ситуації в Римі
Після стабілізації ситуації в Римі після подій 494 року до Р.Х. певний проміжок часу політична боротьба зменшилась, проте з часом вона знов почала наростати. Основними подіями, що так чи інакше пов’язаними з боротьбою, є події 492, 486, 456 та 449 років до Р.Х. У 492 році відбуваються події, що лягли в основу легенди про Коріолана, проте приводом до цих подій стала вимога Гнея Марція Коріолана скасувати посади народних трибунів в замін на поставки дешевого хлібу римлянам. Цей заклик був визнаний жорстоким навіть римським Сенатом, тому Коріолан був засуджений, проте втік до вольсків. У 486 році до Р.Х. Спупій Кассій закладає підвалини першого аграрного законопроєкту Риму. Будучи на посаді консула, Кассій запропонував розділити землю, а саме віддати половину землі, що була віднята у герніків. Як повідомляє нам Тит Лівій, закон був провальним, бо фактично проти ідеї Кассія виступили проти другий консул Прокул Вергіній та більша частина Сенату. Внаслідок цих подій, одразу після складення повноважень консула, Кассій був звинувачений у замахах на відновлення царської влади в Римі та був страчений. 
Свідчення з джерела:
|                                                                | Потім консулами стали Спурій Кассій і Прокул Вергіній. З герніками був укладений договір; у них відібрали дві третини землі. Консул Кассій мав намір віддати половину цієї землі латинам і половину плебеям. (4) Другий консул був проти цих щедрот, причому його підтримали не тільки сенатори, а й частина плебеїв, які з самого початку гребували прийняти дар, загальний для громадян і союзників, (5 ) а потім на зборах стали прислухатися до консула Вергінія, який вважав, що дар його товариша згубний, що земля ця принесе рабство тому, кому дістанеться, що прокладається шлях до царської влади. (6) Чому, справді, частку землі отримають союзники і латини? Навіщо було віддавати назад третину землі гернікам, недавнім ворогам, хіба що для того, щоб ці племена, замість Коріолана, визнали вождем Кассія? ... (8) Кассій,який задовольняв союзників земельними щедростями, став менш близький громадянам, тому намагався повернути їхню симпатію. Він наказав повернути народу гроші, виручені від продажу сицилійського зерна. (9) Але і цим плебеї знехтували як плату, пропоновану за царську владу; підозра ця засіла досить глибоко, тому всі дари Кассія відкидалися плебеями,так, начебто вони жили у достатку. (10) Відомо, що Кассій, як тільки залишив посаду, був засуджений і страчений ... |
| — Тит Лівій, "Історія Риму від заснування міста"(ІІ книга, 41) | |

Патрицій

У 456 році до Р.Х. було проведено закон народним трибуном Іцилієм про роздачу плебеям землі на Авентинському пагорбі. Цей законопроєкт став одним з останніх перед остаточним зростанням конфлікту між патриціями та плебеями.

### Закони 12 таблиць та закон Канулея
Найбільш критичним моментом другого етапу боротьби стали події 452-449 років до Р.Х. На вимогу плебеїв, що вимагали скерування дій та зменшення свавілля патриціїв у суді, було скликано комісію, що складалась з 10 осіб. Ці особи стали децемвірами. Вони мали узгодити та затвердити порядок підготовки та прийняття перших писемних законів  в історії Стародавнього Риму. Влада децемвірів була виключно колегіальною та абсолютною. В момент дії комісії з 10 децемвірів, жодна інша посада не виконувала своїх повноважень. Після річної праці було прийнято 10 основних таблиць закону(450 р. до Р.Х.). 
|                                                                  | Виношуючи всім - і кращим і гіршим - рішучі і непорушні, як у оракула, вироки, децемвіри одночасно працювали над складанням законів, і, виставивши, у відповідь на очікування народу, десять таблиць, вони закликали людей прийти на збори (2) і прочитати закони , пропоновані заради благоденства Риму, власного їх благополуччя і щастя їхніх дітей. (3) Вони сказали, що зрівняли в правах всіх - і кращих і гірших, але передбачили лише те, що дозволяли здатності десяти чоловік, але ж багато людей спільно можуть зробити більше ... |
| — Тит Лівій, "Історія Риму від заснування міста"(ІІІ книга, 34). | |

Попри те, що основний масив законів вже був прийнятий, все ж існували ще не упорядковані норми, внаслідок чого на 450 рік було обрано нових децемвірів, що прийняли останні дві таблиці. Так було утворено закони 12 таблиць. Проте обрані децемвіри не планували складати своїх повноважень, внаслідок чого відбувається ІІ сецесія римлян. Внаслідок народного виступу, децемвіри складають свої повноваження. В Римі було обрано 2 преторів та 10 народних трибунів, Апія Клавдія(головний децемвір) було заарештовано та посаджено до темниці, де він покінчив життя самогубством. Внаслідок пікового моменту ІІ етапу боротьби патриціїв та плебеїв було утверджено закони 12 таблиць, що стали основою судочинства не лише давнього Риму, а й усього європейського континенту у новий та новітній час. Завершальними стадіями ІІ етапу класової боротьби стають три закони Валерія та Горація та закон Канулея. 
Закони Валерія та Горація складаються з трьох основних частин:
- Підтвердження законності рішень, що були прийняті плебеями на плебісцитах(зібраннях по трибах).
- Відновлення права апеляції до загальних народних зборів.
- Встановлення недоторканності народних трибунів.[2]

Стосовно закону Канулея, то він скасовував норму,щодо шлюбів,а саме закон дозволяв шлюби між патриціями та плебеями, чим скасовував розділ ІІ одинадцятої таблички римського законодавства. Закон було утверджено у 445 році до Р.Х. Власне цим завершується ІІ етап соціально-політичної боротьби між патриціями та плебеями. Етап дав нові перспективи для скасування всіх правових нерівностей між патриціями та плебеями. Попри це, через виснаженість Риму двома війнами з містом Веї та галльською навалою 390 року до Р.Х., боротьба припинилась. Наступним приводом до нового етапу, що став останнім стало повстання Марка Манлія Капітолійського.

## Завершальний етап боротьби патриціїв та плебеїв

### Закони, що врегулювали права плебеїв. Плебісцит Гортензія
У 385 році до н. е. в середовищі патриціїв з’являється перша особа, що починає підтримувати ідеї плебеїв. Це був Марк Манлій Капітолійський. Народне повстання набирає широких обертів, внаслідок чого влада починає боротися з ним. Манлій був заарештований, згодом був звинувачений у спробі відновлення царської влади та був вбитий. Навіть вбивство керівника не змогло зупинити повстання. Найбільшого удару, після якого патриції вже ніколи не «видужали», стали закони  Ліцинія та Секстія. За їх задумом:
- Спрощувалась ситуація з борговою кабалою. Оплачені відсотки нараховувались в рахунок погашення боргу, залишок же сплачувався рівними частинами протягом трьох років
- Встановлення земельного максимуму (500 югерів = 125 га)
- Знищення посади воєнного трибуну з консулярною владою, надалі формується консульський апарат з двох осіб, один з яких буде плебеєм.

За Титом Лівієм можна чітко окреслити риси розладу в патриціанських колах та набирання сили плебеїв:
|             | І ось, обрані трибунами, Гай Ліциній і Луцій Секстий [375 р.] запропонували закони - всі проти могутності патриціїв і на благо плебеїв. Перший закон - про борги: щоб, вирахувавши з суми боргу те, що нараховувалося як відсотки, залишок погашати рівними частками три роки. (5) Другий - про земельний обмеження: щоб ніхто не мав у володінні понад п'ятисот югеров поля; третій - щоб не бути виборам військових трибунів і щоб принаймні другий консул обирався з плебеїв... Секстий сказав: «Це нічого; якщо комусь подобається, що заборона має таку силу, то цим самим зброєю ми і захистимо плебеїв. (9) Дійте, батьки-сенатори, призначайте вибори військових трибунів; вже я зроблю так, що не потішить вас цей вигук "забороняю!", який ви нині, разом з нашими товаришами, слухаєте з такою радістю ». (10) Недаремно була кинута така загроза. Відбулися лише вибори едилів і народних трибунів - і ніякі інші; Ліциній і Секстій, ставши знову народними трибунами, не допустили, щоб хто-небудь був обраний на курульні должності. Відсутність посадових осіб тривало ціле п'ятиліття. Плебеї незмінно обирали тих же двох народних трибунів, а вони забороняли вибори військових трибунів...Вибрані в десятий раз, ті ж трибуни Секстий і Ліциній запропонували закон про децемвиров по священним справам; десять чоловік частиною повинні були обиратися з плебеїв. Обрано п'ятьох з патриціїв і п'ятеро з плебеїв. Після цього ступеня дорога до консулат здавалася вже прокладеною. (3) Задовольняючись цією перемогою, простий народ, залишивши на час навіть згадки про плебейське консульство, поступився патриціям при обранні військових трибунів... |
| — Тит Лівій | |

Ухвалення даних законів тривало довгі десять років. У період 376-367 рр. до н. е. їх було прийнято, після чого патриції почали втрачати позиції одна за одною:
| Дата                    | Персоналія         | Зміст закону |
| ----------------------- | ------------------ | --- |
| 366 р. до н. е.         | -                  | Впровадження змінюваності плебеїв та патриціїв на посаді курульних едилів |
| 356 р. до н. е.         | -                  | Плебей вперше стає диктатором. |
| 351 р. до н. е.         | -                  | Плебей вперше стає цензором. |
| 339 р. до н. е.         | Публілій Філон     | * Підтвердження закону 449 року, про легітимність рішень, що були винесені на плебісцитах плебеями - Зміна порядку підтвердження закону Сенатом(Сенат підтверджує закон до його розгляду на народних зборах) - Один з двох цензорів має бути плебеєм. |
| 337 р. до н. е.         | -                  | Плебей вперше стає претором. |
| 326 або 313 р. до н. е. | Петелій та Папірій | Практично повне скасування боргового рабства в Римі. |
| 312 р. до н. е.         | Апій Клавдій       | Перегляд сенаторського списку, включення до складу Сенату представників з вільновідпущеників. |
| 304 р. до н. е.         | Гней Флавій        | Оприлюднення єдиного календаря робочих та вихідних днів; ознайомлення з формами позивних жалоб та судочинства. |
| 300 р. до н. е.         | Квінт Огульній Гал | Lex Oguulnia Додача до 4 авгурів та 4 Колегія понтифіків ще 4 понтифіків та 5 авгурів, що мали обиратися з плебеїв. |
| 300 р. до н. е.         | Марк Валерій       | Право апеляції громадянина до народу через неправомірне рішення магістрату (підтвердження закону 509 р., 449 р. до н. е.) |
| 287 р. до н. е.         | Квінт Гортензій    | Заключне підтвердження закону про плебісцити, завершення боротьби |

|             | (1) У цьому році [326 р.] простий народ немов заново знайшов свободу, тому що боржників перестали віддавати в кабалу. Приводом до зміни законодавства послужило поєднання в одному лихварі розпусності з винятковою жорстокістю; (2) звали його Луцій Папірій. Коли Гай Публілій віддав йому себе в рабство за батьківські борги, то молодість юнака і його краса викликали в господаря не співчуття, а бажання зганьбити юнака. (3) Він вважав, до речі, що юність хлопця була доплатою до боргу, і спочатку спробував спокусити юнака непристойними речами, а потім, побачивши його презирство до розпусти і глухоту до всіх умовлянь, став погрожувати, залякувати, щоразу згадуючи про його жалюгідну долю; (4) нарешті зрозумівши, що юнак не стільки думає про теперішню свою долю, скільки про те, що він був вільнонародженим та лихварем, Папірій наказав роздягнути його і висікти. (5) Коли пошматований різками юнак вирвався на вулицю, звинувачуючи лихваря в розпусті і жорстокості, то на форумі (6) зібрався величезний натовп народу, що був повний обурення низьким злочином Папірія. Крім цього, народ був сповнений тривоги за свою долю і долю своїх дітей. Звідти натовп повалив у курію. (7) Коли раптове хвилювання народу змусило консулів скликати сенат, кожному батькові, при вході в курію, люди кидалися в ноги і показували на посмуговану спину хлопця. (8) В той день мерзенне нехтування правами однієї людини призвело до падіння кайданів боргової кабали і консули отримали наказ винести на народні збори закон, що дозволяє тримати в колодках або кайданах, аж до сплати боргу , тільки тих, хто заслужив покарання за заподіяний збиток, (9) а за взяті в борг гроші відповідає майно боржника, але не його тіло. Так звільнили від кабали боржників і заборонили надалі їх кабалили. |
| — Тит Лівій | |

Після припинення народного повстання, що тривало у 287 р. до н. е., та заспокоєння народу підтвердженням закону про плебісцит, патриції остаточно втратили власні позиції, на чому завершилась боротьба патриціїв та плебеїв.

## Результати

### Становище після 287р. до н. е.
На початку ІІІ століття до н. е. причини боротьби були усунені, а задачі були виконані. Плебеї досягли юридичної рівності з патриціями,тим самим отримали конституційні гарантії недоторканності та право голосу при виборах на всі державні посади. Земельне питання було вирішене, через активну зовнішньополітичну діяльність Риму та швидке завоювання нових територій. Питання боргового рабства повністю не було знищеним, проте найбільш негативні його прояви були витіснені з римської громади. В цілому, внаслідок боротьби патриціїв та плебеїв, було знищено олігархічну Римську республіку патриціїв та встановлено демократичну рабовласницьку Римську державу, що підтверджує Полібій:
|                                             | Він [народ] же владний прийняти закон або відкинути його, і - що найважливіше - вирішує питання про війну і мир. Потім, народ стверджує або відкидає укладення союзу, замирення, договори. Судячи з цього, всякий має право сказати, що в Римській державі народу належить найважливіша частка в управлінні; і що воно - демократія. |
| — Полібій, "Загальна історія"(VI книга, 14) | |

### Демократичні реформи (кін. ІІІ ст. до н. е.)
Період між двома Пунічними війнами був відзначений все більш зростаючим політичним значенням плебсу в трибутних коміціях, що призвело до значної демократизації римського державного устрою. Відповідно, політичний вплив сенату впав. На чолі демократичного руху в Римі встав плебський трибун 232 р. до н.е. Гай Фламіній Непот. Будучи трибуном, він провів в коміціях закон про розподіл завойованих ще в 285 р. до н. е. галльських земель в Піцині поміж бідного населення, чим здобув у плебсу величезну популярність. Недивлячись на опозицію сенату, Фламіній був обраний консулом (223 р. до н.е.) і цензором (220 р. до н.е.). У роки своєї цензури він став ініціатором закону про причислення вільновідпущенників до 4 міських триб. У 218 р. до н.е. під впливом Фламінія в коміціях був прийнятий закон, що забороняв сенаторам займатися торгівлею, лихварством та іншими фінансовими операціями, які відтепер переходили в руки вершників. Саме з ініціативи Фламінія були організовані походи в Північну Італію, щоб захопити родючі землі, населені войовничими галлами.
У Римі, як і в Карфагені, період між двома великими війнами ознаменувався підйомом демократичного руху. Очевидно, в цьому проявилася загальна історична закономірність, що вимагала максимальної мобілізації народних сил перед рішучим зіткненням. Відразу ж після закінчення війни, ймовірно, в 241 р., була проведена реформа центуріатних коміцій, мета якої полягала в тому, щоб покласти край абсолютному переважанню вершників і першого майнового класу. Реформа була побудована на поєднанні територіального принципу з цензовими. До цього моменту кількість триб в Римі досягла 35. Вершники, ремісники і пролетарі зберегли старе число центурій незалежно від триб. Що ж стосується центурій інших майнових розрядів, то вони були розподілені рівномірно по всім 5 класах і 35 трибах, так що кожен клас в кожній трибі мав по 2 центурії: одну центурію «старших» і одну «молодших». Таким чином, в трибі було 10 центурій, а кожен клас отримав в загальній складності по 70 центурій (2 центурії по 35). Загальна ж кількість центурій виразилася наступною формулою: (2 цент. по 35) + 18 цент. вершників + 4 цент. ремісників і музикантів + 1 цент. пролетарів = 373 центурії. На період між 222 і 218 рр. проводиться один важливий захід, сенс якого можна зрозуміти тільки на тлі великого демократичного руху, в обстановці боротьби між нобілітетом і демократією. Це — «закон Клавдія», названий так по імені народного трибуна Гая Клавдія, який запропонував цей закон і провів його в народному зібранні проти волі сенату. Велике сприяння Клавдію в цьому питанні надав Гай Фламіній, вождь римської демократії 230-х і 220-х років до н. е. Закон, за словами Лівія (XXI, 63), вимагав, «щоб ніхто з сенаторів або синів сенаторів не володів морським кораблем місткістю понад триста амфор. Ця місткість вважалася законодавцем достатньою для ввезення в місто з села предметів споживання; торгівля же визнавалася для сенаторів безумовно ганебною».